# Stormyrberget
Stormyrberget este o arie protejată (arie specială de conservare — SAC, sit de importanță comunitară — SCI) din Suedia întinsă pe o suprafață de 50,7 ha, integral pe uscat.

## Localizare
Centrul sitului Stormyrberget este situat la coordonatele 60°26′32″N 14°59′36″E / 60.4423°N 14.9932°E.

## Înființare
Situl Stormyrberget a fost declarat sit de importanță comunitară în iunie 1996 pentru a proteja un număr necunoscut de specii din flora spontană și fauna sălbatică aflate în arealul zonei. Situl a fost protejat și ca arie specială de conservare în martie 2011.

## Biodiversitate
Situată în ecoregiunea boreală, aria protejată conține 5 habitate naturale: Mlaștini turboase de tranziție și turbării mișcătoare, Cursuri de apă de la nivel de câmpie la nivel montan, cu vegetație Ranunculion fluitantis și Callitricho-Batrachion, Mlaștini împădurite, Turbării active, Taiga vestică.
La baza desemnării sitului se află un număr nedeclarat de specii protejate.